# Death Watch – Der gekaufte Tod
Death Watch – Der gekaufte Tod, auch unter dem Verweistitel Der gekaufte Tod bekannt, ist ein Science-Fiction-Krimi aus dem Jahr 1980 mit Romy Schneider und Harvey Keitel in den Hauptrollen.

## Handlung
Der Film spielt in einer ungewissen Zukunft, vom Ende der 1970er Jahre aus betrachtet. Zu Beginn der Handlung wird eine Großstadt gezeigt (Glasgow in Schottland), die wie die Menschen voller Leben steckt und trotzdem langsam stirbt. Krankheiten werden einfach wegoperiert. Das Fernsehen regiert den Alltag. Beliebteste Unterhaltungsshow ist die Sendung Death Watch. Da die Menschen nur noch selten mit dem Tod in Berührung kommen, sendet das Fernsehen als Knüller die letzten Wochen eines zum Tode Geweihten live. Katherine Mortenhoe (eine erfolgreiche Schriftstellerin) gehört zu den wenigen Menschen, die jung sind und noch an einer unheilbaren Krankheit leiden. Ärzte offenbaren ihr, dass sie nur noch wenige Wochen zu leben habe. Dies nutzt das Produktionsteam von Death Watch. Katherine wird bedrängt, ihren Tod öffentlich zu machen. Sie weigert sich zunächst. Als der Druck immer größer wird, unterschreibt sie schließlich einen Vertrag mit Death Watch. Als ihr klar wird, was dies für sie bedeutet, begibt sie sich auf die Flucht.
In einem Obdachlosenasyl lernt sie Roddy kennen. Sie kommen sich näher. Katherine weiß nicht, dass Roddy für Death Watch arbeitet. Er hat sich eine kleine Kamera ins Gehirn operieren lassen. Die Bilder werden über seine Augen aufgenommen, und so erhält Death Watch alles, was Roddy sieht, und eben auch Bilder der zum Tode geweihten Katherine. Katherine und Roddy durchleben zusammen extreme Situationen. Roddy beginnt, die sensible Frau zu mögen und wird sich seines Tuns bewusst. Er kann seinen Verrat Katherine gegenüber nicht mehr ertragen und entschließt sich, sich selbst sein Augenlicht zu nehmen.
Katherine wählt ihren eigenen Weg, dem unwürdigen Schauspiel ein Ende zu setzen.

## Hintergrund
Die Vorlage lieferte der Schriftsteller David G. Compton, der sich wie Katherine als ein verkannter Autor sah. Als ein weiterer Künstler wird Harvey Keitel hinzugezogen, der als Kameramann Schönheit nur in den Bildern wahrnehmen kann, die er auch fotografieren kann. Der Film wurde so bearbeitet, dass die Farben so fadenscheinig wie möglich wirken und das Set in Glasgow sollte alles andere als einen Gedanken an die Zukunft heraufbeschwören. Daher wurde der Film auch als minimalistischer Science Fiction bezeichnet.
Die deutschen Dialoge des Drehbuchs stammen von Géza von Radványi. Der britische Schauspieler Robbie Coltrane gab in einer kleinen Nebenrolle als Limousinen-Fahrer sein Kinodebüt.

## Erstaufführungen
- Frankreich 23. Januar 1980
- Deutschland 9. Mai 1980

## Kritiken
- Lexikon des Internationalen Films: «Ein origineller, zudem realitätsnaher Thriller, der allerdings einige interessante Aspekte verschenkt. Insgesamt nicht ohne tiefgehende Ansätze und unterhaltende Qualitäten, aber keine große kritische Vision.»
- Manfred Hobsch weist im Filmbeobachter auf thematische Parallelen zu Network von Sidney Lumet und Millionenspiel von Tom Toelle sowie Aktion Abendsonne von Diethard Klante hin. «Mit einer Kühle, die dem Film insgesamt eine visionäre Stimmung verleiht, schafft der Regisseur eine Distanz zwischen den Protagonisten und dem Zuschauer.» Dies erschwere zwar Manchem den Zugang, «aber die Auseinandersetzung mit der Frage, wie wirtschaftliche und politische Machtveränderungen in der Zukunft Moralbegriffe außer Kraft setzen, lohnt auf jeden Fall.» (nach Hahn/Jansen)

## Auszeichnungen
Death Watch – Der gekaufte Tod lief 1980 im Wettbewerb der Berlinale, ging bei der Preisvergabe allerdings leer aus. In Frankreich war der Film 1981 fünffach für einen César nominiert.